# Banjar Negeri (Cukuh Balak)
Banjar Negeri is een bestuurslaag in het regentschap Tanggamus van de provincie Lampung, Indonesië. Banjar Negeri telt 1488 inwoners (volkstelling 2010).